# Węgierska Partia Socjalistyczna
Węgierska Partia Socjalistyczna (węg. Magyar Szocialista Párt) – istniejąca na Węgrzech partia socjalistyczna. W latach 1994–1998 i 2002–2008 ugrupowanie współrządzące krajem, a w okresie 2008–2010 partia rządząca. 1 stycznia 2012 roku Zgromadzenie Narodowe, głosami partii rządzącej, uznało Węgierską Partię Socjalistyczną za organizację przestępczą.

## Historia
Powstała 9 października 1989 z reformatorskiego skrzydła Węgierskiej Socjalistycznej Partii Robotniczej. W wyborach 1990 uzyskała 33 mandaty w Zgromadzeniu Narodowym. 
W latach 1994–1998 partia tworzyła koalicję rządową ze Związkiem Wolnych Demokratów. W okresie rządów Viktora Orbána znajdowała się w opozycji wobec centroprawicy. W 2002 wraz z ZWD powróciła do władzy, wygrywając również wybory parlamentarne w 2006. Spadek poparcia do partii nastąpił na jesień 2006, gdy węgierskie radio publiczne wyemitowało fragmenty nagrań, w których można usłyszeć jak urzędujący premier Węgier z MSZP Ferenc Gyurcsány w wulgarny sposób przyznaje się, że jego rząd kłamał przez dwa lata, tylko po to, aby wygrać wybory i zdobyć władzę w kraju. Wystąpienie to wywołało antyrządowe protesty, jednak premier Gyurcsány nie złożył dymisji. W 2008 roku Sándora Laborca, szef Biura Bezpieczeństwa Narodowego, oraz Tamás Portik, przedsiębiorca podejrzewany o oszustwa podatkowe, mieli podjąć współpracę w celu podniesienia notowań WPS i skompromitowania Fideszu.
Partia jest członkiem  Partii Europejskich Socjalistów.

## Organizacja przestępcza
30 grudnia 2011, głosami rządzącej na Węgrzech partii Fidesz, Zgromadzenie Narodowe przegłosowało poprawkę do konstytucji uznającą Węgierską Partię Socjalistyczną za organizację przestępczą, ponoszącą pełną odpowiedzialność za zbrodnie reżimu komunistycznego w tym kraju. Konstytucja dodaje, że powinna ponieść odpowiedzialność za eliminację demokratycznej opozycji i eksterminację narodu węgierskiego. Poprawka jest częścią całej serii wniosków, wśród których znalazło się między innymi zrównanie emerytur byłych urzędników Węgierskiej Socjalistycznej Partii Robotniczej biorących udział w pacyfikacji Powstania 1956 roku ze świadczeniami ofiar oraz nowelizacja ustawy karnej, pozwalająca na stawianie zarzutów politykom odpowiedzialnym za zadłużenie kraju. Węgierska komisja parlamentarna uznała, iż to właśnie, lewicowe rządy w latach 2002−2010 ponoszą odpowiedzialność za wzrost zadłużenia z 53% do 82% Produktu Krajowego Brutto. Z udziału prac komisji wycofali się posłowie opozycji. Przesłuchiwany przed komisją były premier Ferenc Gyurcsány przedstawił własne wyliczenie, z których wynika, że na wzrost długu publicznego kraju o 1,9 biliona forintów w latach 2000−2010 składają się działania rządu premiera Viktora Orbána w latach 1998−2002, odpowiedzialnego za 570 miliardów forintów długu, rządu premiera Pétera Medgyessyza w latach 2002–2004, odpowiedzialnego za 817 miliardów i własnego rządu w latach 2004−2009, który zwiększył dług o kolejne 512 miliardów forintów.
W głosowaniu nie wzięli udziału posłowie opozycji, którzy opuścili salę posiedzeń. Poprawka weszła w życie z dniem 1 stycznia 2012.

## Przewodniczący MSZP
- Rezső Nyers (od 9 października 1989 do 27 maja 1990)
- Gyula Horn (od 27 maja 1990 do 5 września 1998)
- László Kovács (od 5 września 1998 do 16 października 2004)
- István Hiller (od 16 października 2004 do 24 lutego 2007)
- Ferenc Gyurcsány (od 24 lutego 2007 do 5 kwietnia 2009)
- Ildikó Lendvai (od 5 kwietnia 2009 do 10 lipca 2010)
- Attila Mesterházy (od 10 lipca 2010 do 29 maja 2014)
- László Botka (p.o.) (od 31 maja 2014 do 19 lipca 2014)
- József Tóbiás (od 19 lipca 2014 do 25 czerwca 2016)
- Gyula Molnár (od 25 czerwca 2016 do 17 czerwca 2018)
- Bertalan Tóth (od 17 czerwca 2018)